# Eleccions federals alemanyes de novembre de 1933
Les Eleccions federals alemanyes de novembre de 1933 es van celebrar el dia 12 a Alemanya per triar un nou Reichstag. Van ser les segones durant el govern del Partit Nazi, i les primeres des que Adolf Hitler s'apoderés de forma efectiva dels poders dictatorials amb l'aprovació de la Llei Habilitant.

## Context històric
Per a aquests comicis tots els partits de l'oposició havien estat prohibits, i als votants se'ls va presentar una llista única que comprenia els candidats del NSDAP i 22 independents. Tot i el caràcter de partit únic del règim, aquests últims, entre els quals hi havia Alfred Hugenberg, eren simpatitzants i afins al nou poder.
Aquestes eleccions van marcar la pauta per a totes les eleccions i els referèndums celebrats durant l'època nazi. El vot no va ser secret i en diverses zones del país persones van ser amenaçades amb represàlies per no haver concorregut a sufragar o per haver-se atrevit a votar per l'opció del No. Malgrat les amenaces i coaccions, uns 3,3 milions de votants van presentar vots en contra o nuls, cosa que representava un 7,89% de l'electorat. Els comicis es van celebrar el mateix dia que tenia lloc un referèndum sobre la sortida d'Alemanya de la Societat de Nacions, amb resultats similars.
El nou Reichstag, compost exclusivament per membres del NSDAP i afins, va ser convocat per primera vegada el 12 de desembre per triar un Presídium encapçalat pel president del Reichstag, Hermann Göring.

## Resultats
|                       |                    |            |        |        |
| Partit                | Partit             | Vots       | %      | Escons |
|                       | NSDAP              | 39,655,224 | 92.11  | 661    |
| En Contra             | En Contra          | 3,398,249  | 7.89   | –      |
| Invàlid/en blanc      | Invàlid/en blanc   | 3,398,249  | 7.89   | –      |
| Total                 | Total              | 43,053,473 | 100.00 | 661    |
| Votants registrats    | Votants registrats | 45,178,701 | 95.30  | –      |
| Font: Nohlen & Stöver |                    |            |        |        |